# Momentum Pictures
Momentum Pictures – brytyjski dystrybutor filmowy należący do Entertainment One, spółki zależnej Lionsgate Studios . 
Do 2013 roku była to marka kanadyjskiego dystrybutora Alliance Films, która wykorzystywała ją do dystrybucji w Wielkiej Brytanii. Była też jednym z wiodących niezależnych dystrybutorów w Wielkiej Brytanii i Irlandii. Powstała pierwotnie w 1997 roku po tym, jak Alliance Communications wykupiło dystrybutora Electric Pictures. Dwa lata później udziały zostały sprzedane niemieckiemu dystrybutorowi Kinowelt, a w 2000 roku przyjęły nazwę Momentum Pictures. Po zakupieniu przedsiębiorstwa przez eOne, Alliance i jego oddziały zostały zamknięte pod marką eOne. Marka Momentum została reaktywowana w 2015 r. w ramach przedsięwzięcia z Orion Pictures, mającego na celu wspólne nabywanie filmów do dystrybucji w Ameryce Północnej i na rynkach międzynarodowych.
W lutym 2011 roku Momentum Pictures zdobyło osiem nagród BAFTA, więcej niż jakikolwiek inny dystrybutor w Wielkiej Brytanii. Siedem nagród przypadło filmowi Jak zostać królem, w tym za najlepszy film i najlepszą rolę męską. W kategorii najlepszy film nieanglojęzyczny zwyciężyła Millennium: Mężczyźni, którzy nienawidzą kobiet.

## Wybrane filmy w dystrybucji Momentum Pictures

### Lata 2000–2010
- Cecil B. Demented (2000)
- Desperaci (2000)
- Bracie, gdzie jesteś? (2000)

- Formuła (2001)
- Amelia (2001)
- Możesz na mnie liczyć (2001)
- Rocky i Łoś Superktoś (2001)
- Requiem dla snu (2001)

- Zabawy z bronią (2002)
- Mordersrwo w sieci (2002)
- Wieczny student (2002)
- Nowokaina (2002)
- Ziemia niczyja (2002)
- Luzacy (2002)
- Crossrooads - dogonić marzenia (2002)
- Pokój syna (2002)
- Goście w Ameryc (2002)
- Ustawieni (2001)

- Baader Meinhof (2008)
- Magia uczuć (2008)
- Fala (2008)
- Ben X (2008)
- Niezwykły dzień panny Pettigrew (2008)
- Happy-Go-Lucky (2008)
- Przypadkowy mąż (2008)
- Penelopa (2008)
- Dobranoc, kochanie (2008)

### Lata 2020–2030
- Dla Leslie (2022)